# Amphibraque
L’amphibraque (en grec ἀμφί-βραχυς « court - des deux côtés ») est un pied ternaire composé d'une syllabe longue (ou accentuée) entourée de deux syllabes brèves (ou non accentuées). On le note ainsi : | ∪ — ∪ |.
Il est notamment utilisé dans la métrique antique et poésie russe.
En espéranto, le poème La vojo de Zamenhof est entièrement écrit en tétramètres et trimètres amphibrachiques. La Prière sous l'étendard vert (eo:Preĝo sub la verda standardo) que Zamenhof déclama pour la première fois au premier Congrès universel d'espéranto (Boulogne-sur-mer, 1905) est également entièrement en amphibraques.